# Schönheide
Schönheide est une commune de Saxe (Allemagne), située dans l'arrondissement des Monts-Métallifères, dans le district de Chemnitz.

## À voir
- Musée de la brosse et de culture régionale
- Train touristique vers Stützengrün

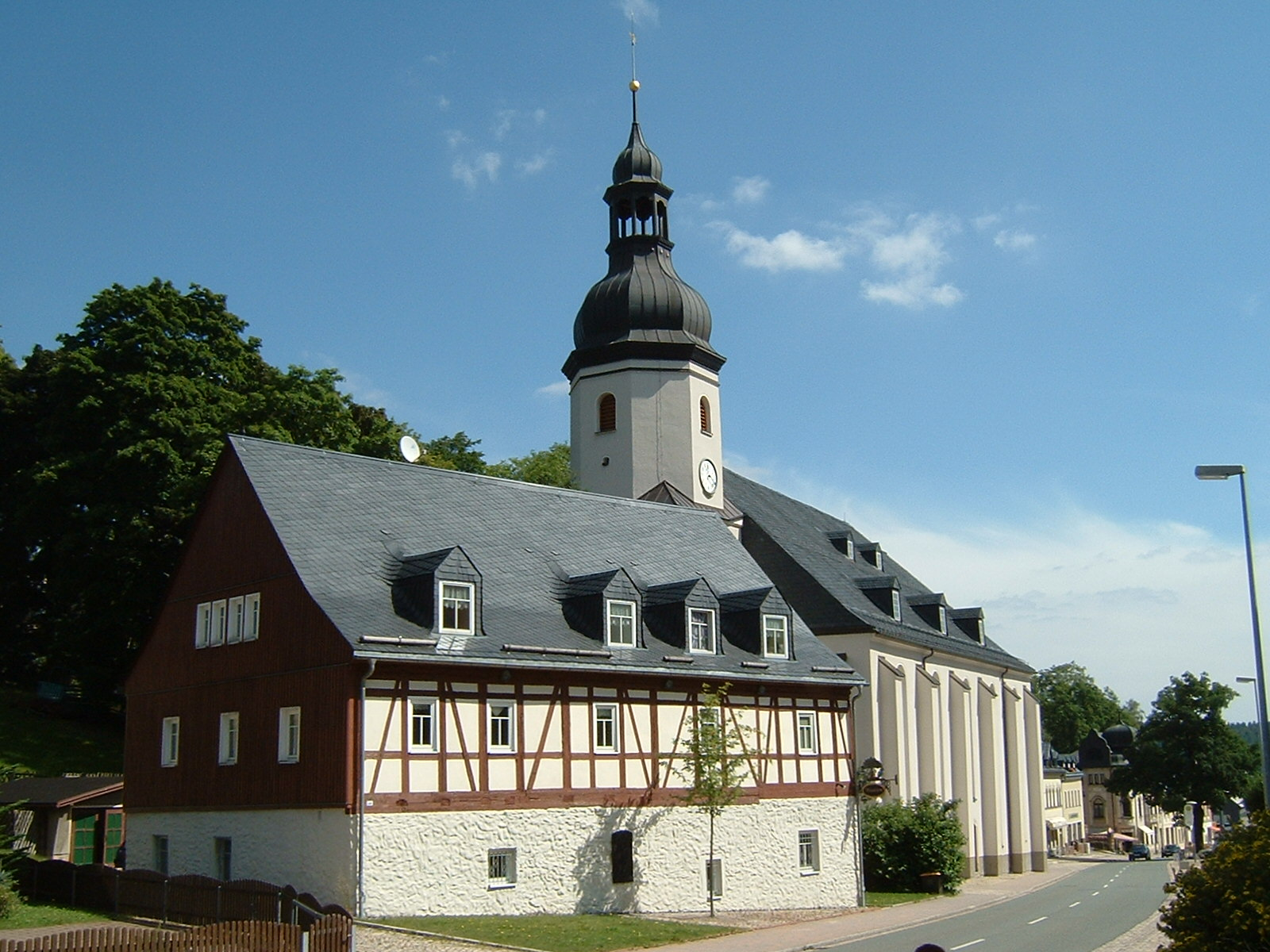
L'église et le musée de la brosse

- Église de 1776

## Jumelage
- Sulzbach (Taunus) (Allemagne) depuis 1990[1]